# Municipio de Belmont (Minnesota)
El municipio de Belmont (en inglés: Belmont Township) es un municipio ubicado en el condado de Jackson en el estado estadounidense de Minnesota. En el año 2010 tenía una población de 218 habitantes y una densidad poblacional de 2,32 personas por km².

## Geografía
El municipio de Belmont se encuentra ubicado en las coordenadas 43°42′55″N 95°1′56″O / 43.71528, -95.03222. Según la Oficina del Censo de los Estados Unidos, el municipio tiene una superficie total de 93.85 km², de la cual 93,22 km² corresponden a tierra firme y (0,67 %) 0,63 km² es agua.

## Demografía
Según el censo de 2010, había 218 personas residiendo en el municipio de Belmont. La densidad de población era de 2,32 hab./km². De los 218 habitantes, el municipio de Belmont estaba compuesto por el 100 % blancos. Del total de la población el 0,46 % eran hispanos o latinos de cualquier raza.